# Daniel Alomía Robles
Daniel Alomía Robles (Huánuco, 3 de enero de 1871 - Lima, 17 de julio de 1942) fue un reconocido compositor y musicólogo peruano, autor de la famosa composición "El cóndor pasa…".

## Biografía
Nació en la ciudad de Huánuco el 3 de enero de 1871. Falleció en Lima el 17 de julio de 1942. Daniel Alomía Robles hijo de Marcial Alomía y Micaela Robles. Su padre era un inmigrante de origen francés y su madre era peruana. Al cumplir 13 años (1884), su madre lo envió a Lima, donde su tío, Antonio Robles. Estudió la escuela secundaria en el Colegio Nuestra Señora de Guadalupe. Por sugerencia de su mencionado tío y benefactor, se inició en el dibujo, la pintura y la escultura, artes que luego abandonaría para dedicarse a la música y el canto, cuya vocación le era innata. En 1887, en plena adolescencia, conoció al maestro Manuel de la Cruz Panizo (negro liberto), compositor y cantor de música religiosa en varias iglesias y monasterios de Lima. Este lo instruyó en el solfeo y en el canto coral. Muerto Panizo (30 de mayo de 1889), su aprendizaje musical lo continuó con Claudio Rebagliati, músico italiano, quien arregló y orquestó el Himno Nacional Peruano.
A la hora de seguir sus estudios profesionales, Alomía Robles optó por estudiar en la Escuela de Medicina de San Fernando de la Universidad Nacional Mayor de San Marcos. En uno de sus viajes de estudio a Matucana toma interés en la curación de la uta con hierbas procedentes de la montaña y decide viajar a la selva para estudiarlas, llegando a San Luis de Shuaro (Chanchamayo). En este poblado conoce al padre franciscano español, José Gabriel Sala, quien lo encamina hacia su destino. Le suministra dos piezas musicales de la etnia asháninka, (Dos cantos Campas), las dos primeras en su colección de música. Entonces deja los estudios de medicina dedicándose por entero a la música: composición, arreglo y recopilación de temas andinos, herencia del pasado incaico.
Viajero infatigable desde los 24 años, recorrió el Perú profundo con su propio peculio. Se interna por los más abruptos lugares de la serranía. Recopila los cantares y la música popular tradicional, captando melodías ancestrales y leyendas de las épocas incaica y colonial. Colecciona instrumentos musicales y cerámicos de las culturas precolombinas del Perú.
Alomía Robles se casó con la pianista cubana, Sebastiana Godoy Agostini, con quien tuvo diez hijos. Cuando Sebastiana murió de cáncer, desposó a su cuñada, Carmela Godoy Agostini. Con esta procreó dos hijos más, los cineastas peruanos Armando Robles Godoy y Mario Robles Godoy. Es conocida, su nieta la periodista Marcela Robles, hija de Armando. En 1905 fue alcalde de la ciudad de Huacho.
En 1910 el padre Alberto Villalba Muñoz lo presenta en la Universidad de San Marcos como calificador —al lado de Castro y Alviña—, de la escala pentafónica de la música andina. Hecho que la distingue de la escala heptafónica de la música occidental. Viajó en 1917 a New York, con paradas en Ecuador y Cuba. Las casas RCA Víctor y Brunswick grabaron en 24 discos sus principales obras. El 16 de junio de 1933 arribó al Callao, regresando a la patria tras prolongada residencia en Nueva York. El maestro Rodolfo Holzmann confeccionó un catálogo de 1056 obras entre recopilaciones y composiciones del trabajo realizado por Alomía Robles.
Diversas instituciones y personalidades del mundo artístico estadounidense manifestaron profundo interés por su obra: Mr. Peter H. Goldsmith, director de la división interamericana de la American Association for International Conciliation; el maestro Edwin Franko Goldman, director de la banda del mismo nombre; las fundaciones Carnegie y Guggenheim; la Universidad de Columbia y la Universidad de Yale; la Unión Panamericana en Washington y el presidente Harding de EE. UU. Este último propuso su ópera Illa Cori para ser estrenada en las grandes ceremonias de apertura del Canal de Panamá, en 1914. Lamentablemente, el inicio de la Primera Guerra Mundial (1914-1918) frustró el proyecto. Entre sus obras más conocidas se puede mencionar: La zarzuela "El Cóndor Pasa", "Himno al Sol", El poema sinfónico "El resurgimiento de Los Andes" y la ópera "Illa Cori".
Afincado en Lima, recibe homenajes, un nombramiento para un cargo público (jefe de la sección de Bellas Artes del Ministerio de Educación de Lima) y numerosos estrenos con la Orquesta Sinfónica Nacional, bajo la batuta de su entonces titular, maestro Theo Buchwald.
Atacado de septicemia, fallece en Chosica a 30 km al este del Centro de Lima el 17 de julio de 1942 a los 71 años de edad, dejando inconclusas varias composiciones y el proyecto de un departamento de investigación con el compositor puneño Theodoro Valcárcel, artista también de estirpe y vocación andinas.

## Compositor y musicólogo
Daniel Alomía Robles, fue un infatigable compositor de honda raigambre andina. Sus conceptos musicales difieren radicalmente del academismo imperante en la época. Fue, sin lugar a dudas, el primer compositor peruano y, tal vez, latinoamericano, que basó su trabajo de constructor musical en la investigación y estudio constante de los materiales sonoros nativos, específicamente andinos, es decir, aquellos que definen —como afirmara Manuel González Prada— "el verdadero Perú, la nación formada por la muchedumbre de indios diseminados en la Cordillera".
Su trabajo creativo encontró en los géneros populares, en la canción y en las breves piezas pianísticas efectivos canales de expresión mezclados en sencillas y espontáneas estructuras formales. Obviamente, en trabajos más elaborados, obras de cámara, sinfónicas y dramáticas, no pretendió alcanzar las complejidades del convencional desarrollo o variación académicas, propias de las concepciones europeas, pero sí dejó hermosos testimonios de una auténtica búsqueda de expresión musical peruana.
Si aparentemente los méritos del recopilador opacaron su genuino talento creador, es necesario establecer que su labor de musicólogo únicamente constituye sólido complemento y fuente de inspiración para la del compositor.
Alomía Robles no sólo legó una estupenda colección de melodías nativas sino que logró, como compositor, una propuesta sencilla, pura y espontánea en el manejo de los materiales sonoros andinos, propuesta visionariamente ligada al quehacer del compositor peruano del mundo contemporáneo.
Sus últimos años los dedicó a revisar su Colección de Melodías Populares, recientemente publicada por su hijo.

## Obras

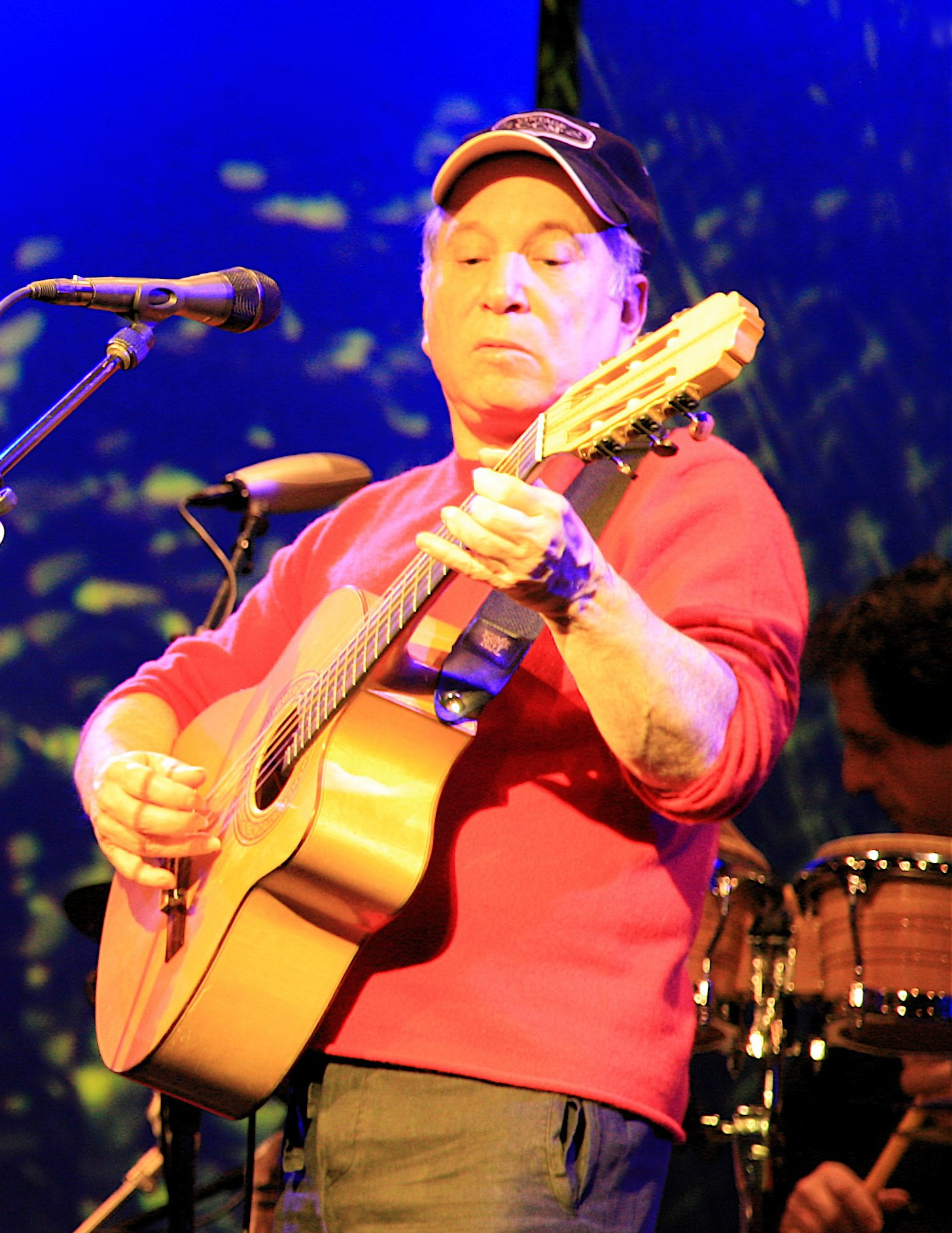
Simon y Garfunkel popularizó "El Cóndor Pasa", con nueva letra compuesta por Paul Simon (arriba).

Aparte de esta colección, cabe mencionar entre sus obras la ópera Illa Cori (o La Conquista de Quito por Huayna Cápac); la zarzuela Alcedo, de la que sólo queda la Sereneta', 88 canciones para voz y piano, destacando aquellas basadas en poemas de Manuel González Prada; una Misa de gloria (1909); los poemas sinfónicos El indio, El amanecer andino, y El surgimiento de los Andes; y numerosas piezas para piano que incluyen Las Acllas en el Coricancha, En el Caribe, y varios valses, marineras, y foxes. Todas con el característico sabor andino que caracteriza a Robles.
La zarzuela El cóndor pasa (cuyo Pasacalle y Cachua son sus obras más conocidas) fueron declaradas Patrimonio Cultural de la Nación el 16 de marzo de 2004. Esta zarzuela está escrita en prosa y consta de un acto y dos cuadros. El Colectivo Cultural Centenario El Cóndor Pasa, en julio del 2013, reeditó el libreto original el cual estuvo perdido mucho tiempo, acompañado de un CD donde se encuentran grabados los diálogos y las 7 partes musicales.Fue reestrenada los días 14, 15 y 16 de noviembre de 2013, en el Teatro UNI de Lima, celebrando su primer centenario. La música fue reconstruida a partir de la partitura original escrita por el autor. Este trabajo (incluido el reestreno de la zarzuela), fue posible gracias al esfuerzo del musicólogo Luis Salazar Mejía y al gestor cultural Mario Cerrón Fetta (integrantes del colectivo mencionado), quienes no contaron con ayuda alguna, ni pública ni privada. El Pasacalle "El cóndor pasa" ha sido interpretada por artistas tan famosos como el dúo Simon & Garfunkel.
En 1965, el músico estadounidense Paul Simon conoce la versión de la melodía del grupo Los Incas en una presentación en el Théâtre de l'Est parisien (París) en la cual participaron ambos. Simon solicita permiso al grupo para emplearla en su producción, a lo que el grupo reporta la canción como una melodía de autoría popular peruana con arreglo de Jorge Milchberg (director de Los Incas). Milchberg figura como coautor del arreglo pues le añadió dos notas, por lo que cobró derechos de autor. En 1970, el dúo Simon & Garfunkel realizó una versión de la interpretación de Los Incas con letra en inglés escrita por Simon bajo el nombre de El Condor Pasa (If I Could) e incluida en el disco Bridge Over Troubled Water. Esta versión alcanzó una gran fama internacional. En los créditos no figuraba como compositor Daniel Alomía Robles, ya que se consideró que era una melodía del folklore andino, sólo figuraba Simon como autor de la letra.